# Chawat Schikmim

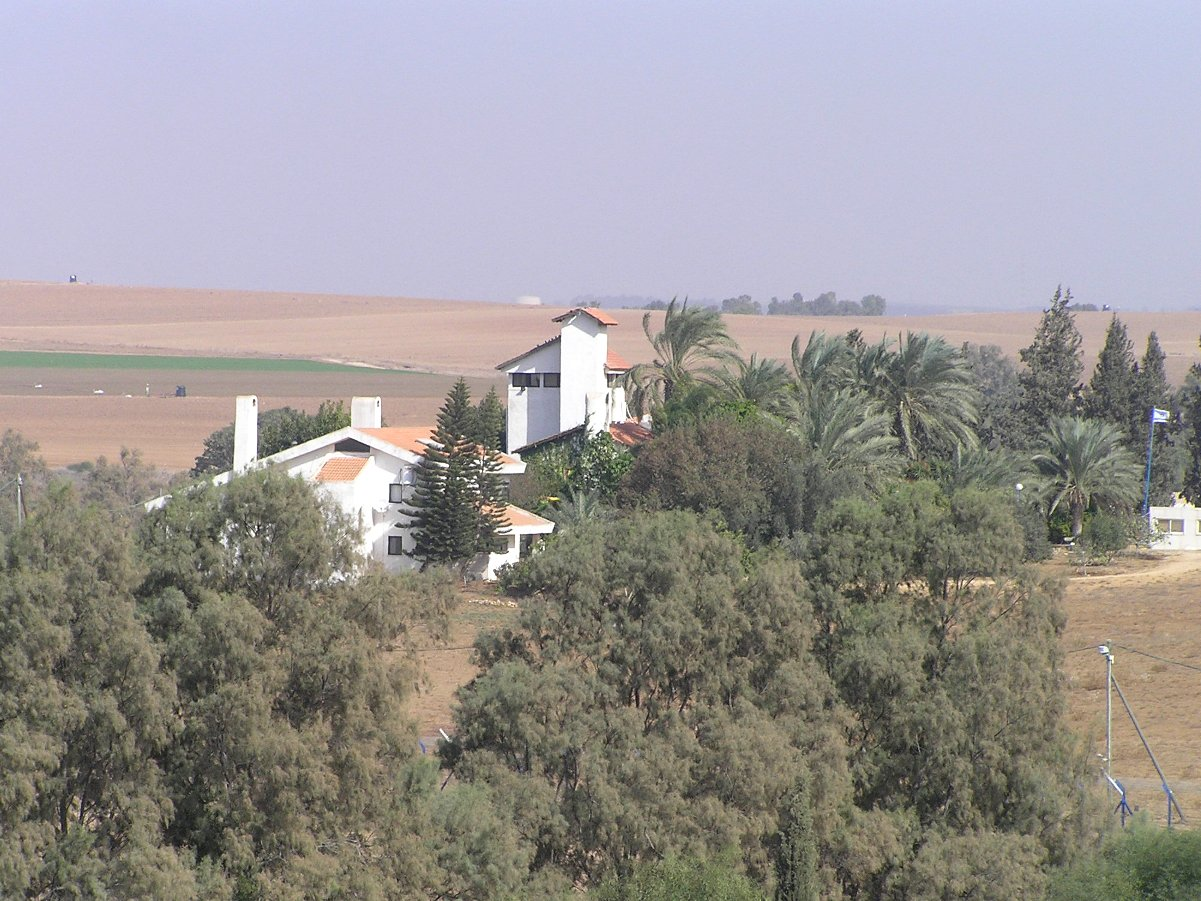
Chawat Schikmim

Chawat Schikmim (hebräisch חַוַּת שִׁקְמִים Chawwat Schiqmīm, deutsch ‚Farm/Bauernhof der Sykomoren‘, Plene: חוות …; nach englischer Umschrift Havat Shikmim) ist eine Schaffarm in Israel im nördlichen Bereich der Negevwüste. Sie liegt etwa drei Kilometer östlich der Stadt Sderot unmittelbar in Nachbarschaft zum Kibbuz Dorot. Die Farm ist im Besitz der Familie des früheren Ministerpräsidenten Ariel Scharon. Sie umfasst 3823 Dunam (3,823 km²).
Mithilfe eines Darlehens von Meshulam Riklis erwarb Scharon das Land 1972 in zeitlich befristeter Erbpacht nach israelischem Recht. Er übertrug den Besitz an seine Söhne ʿOmri und Gilʿad, um Interessenskonflikte zu vermeiden, als er 1977 Landwirtschaftsminister wurde. 2007 wurde die Farm von einer im Gaza-Streifen abgefeuerten Kassam-Rakete getroffen, die neben einem Schafstall explodierte.
Im Juni 2010 erneuerte die Israelische Landverwaltung (ILA) die Erbpacht der Ranch um zusätzliche 49 Jahre für 142.000 Schekel pro Jahr.
Scharon und seine zweite Frau Lily sind in Chawat Schikmim beigesetzt.